# ニューヨーク・マガジン
ニューヨーク（New York）は、アメリカ合衆国で発行されている隔週刊誌である。一般にニューヨーク・マガジン(New York Magazine)と表記される。生活、文化、政治、スタイルなどを取り扱い、特にニューヨーク市に重点を置いている。
1968年に、ミルトン・グレイザーとクレイ・フェルカーによって『ザ・ニューヨーカー』の対抗誌として創刊された。『ザ・ニューヨーカー』よりも精力的でカジュアルであり、ニュー・ジャーナリズムの発祥の地としての地位を確立した。次第にニューヨーク以外の全米の情報も取り扱うようになり、トム・ウルフ、ジミー・ブレスリン、ノーラ・エフロン、ジョン・ハイルマン、フランク・リッチ、レベッカ・トレイスターらによるアメリカ文化に関する多くの注目すべき記事が掲載された。
21世紀に入ってからは、全米にわたる重要な政治的・文化的な記事を掲載することが多くなってきたことから、当時の『ワシントン・ポスト』のメディア評論家ハワード・カーツは、「全米で最も優れた、そして最も賞賛されているシティ・マガジンは、その都市（過密で、交通渋滞に巻き込まれる、5つの区のある都市）のことではないことが書かれていることが多い」と書いている。
2004年にリニューアルして以来、この雑誌は2013年のマガジン・オブ・ザ・イヤーなど、他の雑誌よりも全米雑誌賞を多く受賞している。
2009年の発行部数は408,622部で、そのうち95.8%が定期購読によるものである。同誌が開設するウェブサイト「NYmag.com」、「Vulture」、「the Cut」、「Grub Street」の訪問者は、毎月1,400万人以上である。
2018年、ニューヨーク・マガジンを発行するニューヨーク・メディア社は、全てのオンラインサイトにペイウォールを導入し、続いて2019年初頭にはレイオフを実施した。2019年9月24日、Vox Mediaがニューヨーク・マガジンとニューヨーク・メディア社を買収したと発表した。

## 注目を集めた記事
2017年7月10日に掲載された「地球に住めなくなる日」はニューヨーク・マガジンで最も読まれた記事となった。この記事は地球温暖化の最悪の影響に焦点を当てているため、メディアによる気候コミュニケーションの仕方について議論を呼んだ。
気候学者は、記事が科学的証拠を誇張している、論調が悲観的すぎて地球温暖化対策にとって逆効果になると批判している。
一方で、悲観的な論調は地球温暖化対策を喚起するために必要であるとの意見も存在する。